# Emission (værdipapirer)
 For alternative betydninger, se Emission. (Se også artikler, som begynder med Emission)
En emission er en udstedelse af aktier eller obligationer

## Aktieemission
Aktieemissioner omfatter fonds- og nyemissioner. En nyemission kan enten ske til favørkurs eller til markedskurs.
Hvis ikke aktionærerne tildeles forholdsmæssig tegningsret ved favørkursemission, kræver vedtagelsen dobbelt 9/10 flertal på generalforsamlingen, i modsætning til sædvanlig vedtægtsmajoritet (normalt 2/3) ved markedskursemissioner.
Ved markedskursemissioner udbydes aktieposten som hovedregel i fri tegning.